# Мерінг (Верхній Пфальц)
Мерінг (нім. Mähring) — громада в Німеччині, розташована в землі Баварія на кордоні з Чехією. Підпорядковується адміністративному округу Верхній Пфальц. Входить до складу району Тіршенройт.
Площа — 72,94 км2. Населення становить 1750 ос. (станом на 31 грудня 2020).